# Wassermühle Hasbergen

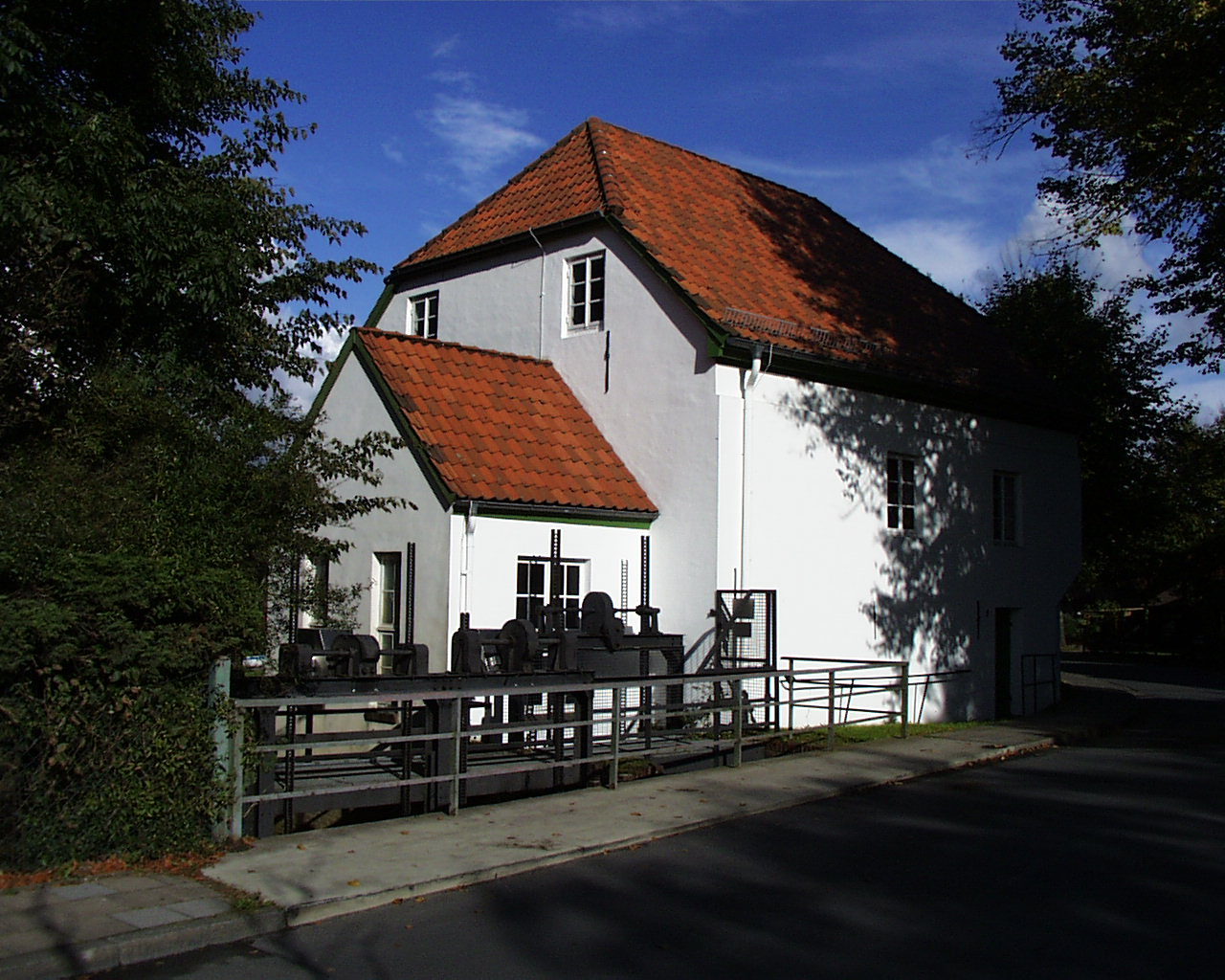
Turbinenhaus

Die Wassermühle Hasbergen auch Hasberger Dorfmühle genannt, in Delmenhorst-Hasbergen, Hasberger Dorfstraße 1 und 2 an der Delme, wurde um 1450 erwähnt  und ist ein Wahrzeichen und eine Museumsmühle des Dorfes.
Turbinenhaus, Lagerhalle, Mühlenstau, Wehranlage, Wirtschaftsgebäude und Stallanbau sind Baudenkmale in Delmenhorst.

## Geschichte

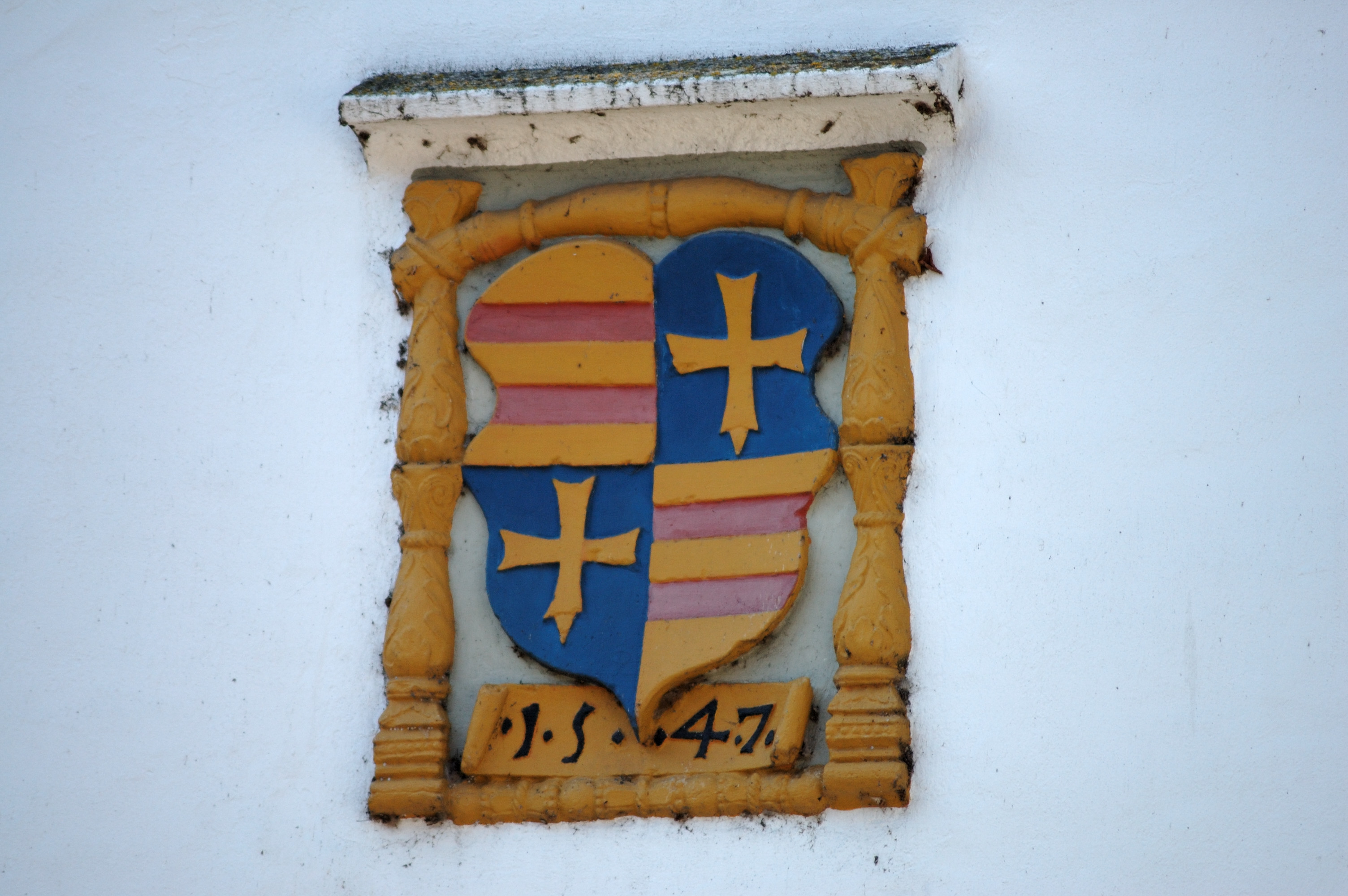
1547: Oldenburger-Wappen

Die Wassermühle wurde erstmals im Oldenburger Saalbuch um 1450 erwähnt. 1538 brannte sie beim Eroberungsfeldzug von Graf Christian von Oldenburg ab. Als die Grafschaft Delmenhorst nach der Rückeroberung durch Graf Anton I. 1547 wieder zur Grafschaft Oldenburg gehörte, wurde an die Ostwand der Mühle das oldenburgische Wappen angebracht. 1899 ist die auf der anderen Flussseite gelegene Walkmühle abgerissen worden. 1939 zerstört eine Flut das Wasserrad und Teile der Stauanlage. Eine Erneuerung war kriegsbedingt vorerst nicht möglich. Ab den 1950er Jahren ersetzte eine Turbine im zweigeschossigen Turbinenhaus den elektrischen Antrieb. 1986 wurde der Mühlenbetrieb eingestellt.

Seit 1991 beherbergt die Mühle ein Museum. Das  Hauptgebäude beinhaltet eine komplett erhaltene und funktionsbereite Mühleneinrichtung, im Anbau thematisieren verschiedene Ausstellungen die  regionale Geschichte. Das Museum wird von der Dörfergemeinschaft Hasbergen betreut.